# Giải Sao Thổ cho hóa trang xuất sắc nhất
Giải Sao Thổ cho hóa trang tốt nhất là một trong các giải Sao Thổ dành cho việc hóa trang trong một phim, được bầu chọn là xuất sắc nhất. Giải này được lập từ năm 1973.

## Các phim đoạt giải
| Năm     | Phim                                                           |
| ------- | -------------------------------------------------------------- |
| 1973    | The Exorcist                                                   |
| 1974/75 | Young Frankenstein                                             |
| 1976    | Logan's Run                                                    |
| 1977    | Star Wars                                                      |
| 1978    | The Fury                                                       |
| 1979    | Love at First Bite                                             |
| 1980    | Altered States, Scanners (tie)                                 |
| 1981    | An American Werewolf in London                                 |
| 1982    | Poltergeist                                                    |
| 1983    | Return of the Jedi                                             |
| 1984    | The Terminator                                                 |
| 1985    | Day of the Dead                                                |
| 1986    | The Fly                                                        |
| 1987    | RoboCop                                                        |
| 1988    | Beetlejuice                                                    |
| 1989/90 | Dick Tracy                                                     |
| 1991    | The Silence of the Lambs                                       |
| 1992    | Batman Returns                                                 |
| 1993    | Addams Family Values                                           |
| 1994    | Interview with the Vampire                                     |
| 1995    | Se7en                                                          |
| 1996    | The Nutty Professor (phim 1996)                                |
| 1997    | Spawn                                                          |
| 1998    | John Carpenter's Vampires                                      |
| 1999    | The Mummy                                                      |
| 2000    | How the Grinch Stole Christmas!                                |
| 2001    | Hannibal                                                       |
| 2002    | The Lord of the Rings: The Two Towers                          |
| 2003    | The Lord of the Rings: The Return of the King                  |
| 2004    | Hellboy                                                        |
| 2005    | The Chronicles of Narnia: The Lion, the Witch and the Wardrobe |
| 2006    | Slither                                                        |